# Ялчинер, Таха
Таха Ялчинер (тур. Taha Yalçıner; род. 12 января 1987, Ускюдар, Стамбул) — турецкий футболист, полузащитник клуба «Кушадасыспор».

## Клубная карьера
Родившийся в стамбульском районе Ускюдар Таха Ялчинер — воспитанник «Фенербахче». В середине 2007 года он был отдан в аренду «Мугласпору», за который провёл сезон 2007/08 в Третьей лиге. В июле 2008 года Таха Ялчинер перешёл в «Каршияку», за которую отыграл следующие четыре с половиной года в Первой лиге. В январе 2013 года он стал игроком другого клуба Первой лиги, «Адана Демирспор». Спустя полгода Ялчинер перешёл в «Самсунспор», выступавший в той же лиге.
В июле 2016 года Таха Ялчинер подписал контракт с «Аланьяспором», тогдашним новичком турецкой Суперлиги. 20 августа того же года он дебютировал в главной турецкой лиге, выйдя на замену в середине второго тайма гостевого матча с «Бешикташем». 4 декабря 2016 года Таха Ялчинер забил свой первый гол на высшем уровне, отметившись в домашнем поединке против «Коньяспора».